# Universal Music Group
Universal Music Group N.V. (thường được viết tắt là UMG và được gọi là Universal Music) là một tập đoàn âm nhạc đa quốc gia. Trụ sở công ty của UMG được đặt tại Hilversum, Hà Lan và trụ sở hoạt động của nó được đặt tại Santa Monica, California. Universal Music Group là công ty âm nhạc lớn nhất thế giới, nó là một trong những hãng thu âm "Big Three", cùng với Sony Music và Warner Music Group. Tencent đã mua lại 10% cổ phần của Universal Music Group vào tháng 3 năm 2020 với giá 3 tỷ euro, và mua thêm 10% cổ phần vào tháng 1 năm 2021. Pershing Square Holdings sau đó đã mua lại 10% cổ phần của UMG trước khi IPO trên sàn giao dịch chứng khoán Euronext Amsterdam. Công ty được niêm yết vào ngày 21 tháng 9 năm 2021 với mức định giá 46 tỷ euro.
Vào năm 2019, Fast Company đã vinh danh Universal Music Group là công ty âm nhạc sáng tạo nhất và đưa UMG vào danh sách 50 công ty sáng tạo nhất trên thế giới, và "giữa sự chuyển đổi kỹ thuật số của ngành công nghiệp âm nhạc, Universal đang xác định lại diện mạo của một hãng thu âm hiện đại." UMG đã ký thỏa thuận cấp phép với hơn 400 nền tảng trên toàn thế giới.

## Lịch sử

### Lịch sử ban đầu
Công ty này có nguồn gốc từ việc thành lập chi nhánh của Decca Records tại Hoa Kỳ vào tháng 9 năm 1934, và tên cũng như logo của công ty xuất phát từ Universal Pictures của Carl Laemmle. Mặc dù ngành công nghiệp điện ảnh và âm nhạc có một lịch sử chung, nhưng ngày nay, công ty điện ảnh thuộc sở hữu của Comcast, trong khi công ty âm nhạc là một đơn vị thương mại độc lập.
Một ngoại lệ may mắn trong việc các công ty thu âm quyên góp metal masters của họ cho nỗ lực chiến tranh thế giới thứ hai là Universal Music Group (UMG), đã quyên tặng hơn 200,000 bản thu âm lịch sử cho Library of Congress.
Công ty Decca Record Co. Ltd. ở Anh đã tách ra khỏi American Decca vào năm 1939. MCA Inc. đã sáp nhập với American Decca vào năm 1962.
Vào tháng 11 năm 1990, tập đoàn đa quốc gia của Nhật Bản Matsushita Electric đã đồng ý mua lại MCA với giá 6,59 tỷ đô la. Năm 1995, Seagram mua lại 80% cổ phần của MCA từ Matsushita. Ngày 9 tháng 12 năm 1996, công ty đã đổi tên thành Universal Studios, Inc., và bộ phận âm nhạc của nó được đổi tên thành Universal Music Group; MCA Records tiếp tục hoạt động như một nhãn hiệu trong Universal Music Group. Tháng 5 năm 1998, Seagram mua lại PolyGram và sáp nhập nó với Universal Music Group vào đầu năm 1999.

### Mua lại bởi Vivendi
Vào tháng 5 năm 2004, Universal Music Group đã được quản lý độc lập so với Universal Studios, khi tập đoàn truyền thông Pháp Vivendi bán 80% cổ phần của Universal Studios cho General Electric, sau đó hợp nhất nó với NBC để tạo thành NBC Universal. Điều này diễn ra hai tháng sau sự tách biệt giữa Warner Music Group và Time Warner. Tháng 2 năm 2006, Vivendi (sở hữu UMG từ năm 2000) mua lại 20% còn lại của UMG từ Matsushita Electric.
Ngày 6 tháng 9 năm 2006, Vivendi thông báo việc mua lại BMG Music Publishing với giá 1,63 tỷ euro (2,4 tỷ đô la); sau khi nhận được sự chấp thuận của Liên minh châu Âu, thương vụ mua lại được hoàn tất vào ngày 25 tháng 6 năm 2007.

### 2007–2012: Mua lại UMG và mua EMI
Tháng 6 năm 2007, UMG mua lại Sanctuary, sau này trở thành đơn vị quản lý thương mại giải trí và quản lý thương hiệu của UMG, Bravado. Công ty đại diện cho nghệ sĩ như Taylor Swift, Lady Gaga và Lana Del Rey, và đã hợp tác với các nhà bán lẻ như Barneys, Bloomingdale's và Selfridges.
Năm 2008, Universal Music Group đã đồng ý làm cho bộ sưu tập của mình có sẵn trên Spotify, một dịch vụ phát sóng âm nhạc mới, để sử dụng ngoại trừ Hoa Kỳ một cách có hạn.
Năm 2011, Doug Morris từ chức từ vị trí Giám đốc điều hành vào ngày 1 tháng 1 năm 2011. Lucian Grainge, người từng là Chủ tịch/CEO của Universal Music International, đã được thăng chức lên làm CEO của công ty. Grainge sau đó thay thế ông làm Chủ tịch vào ngày 9 tháng 3 năm 2011. Morris trở thành Chủ tịch tiếp theo của Sony Music Entertainment vào ngày 1 tháng 7 năm 2011. Với sự bổ nhiệm của Grainge làm CEO tại UMG, Max Hole được thăng chức làm COO của UMGI, có hiệu lực từ ngày 1 tháng 7 năm 2010. Bắt đầu từ năm 2011, Interscope Geffen A&M Records của UMG bắt đầu ký hợp đồng với các thí sinh từ American Idol. Tháng 1 năm 2011, UMG thông báo họ sẽ quyên tặng hơn 200.000 bản gốc từ những năm 1920 đến 1940 cho Library of Congress để bảo tồn.
Năm 2011, EMI đồng ý bán hoạt động âm nhạc thu âm của mình cho Universal Music Group với giá £1,2 tỷ ($1,9 tỷ) và hoạt động xuất bản âm nhạc cho một tập đoàn dẫn đầu bởi Sony với giá $2,2 tỷ. Trong số các công ty khác cạnh tranh để mua phần kinh doanh âm nhạc thu âm là Warner Music Group, được cho là đã đưa ra một đề nghị 2 tỷ đô la. IMPALA phản đối sáp nhập. Tháng 3 năm 2012, Liên minh châu Âu mở cuộc điều tra về việc mua lại Liên minh châu Âu hỏi các đối thủ và các nhóm người tiêu dùng liệu thỏa thuận có dẫn đến việc tăng giá và loại trừ đối thủ không.
Ngày 21 tháng 9 năm 2012, việc bán EMI cho UMG đã được chấp thuận trong Liên minh châu Âu và Hoa Kỳ bởi Ủy ban Châu Âu và Ủy ban Thương mại Liên bang tương ứng. Tuy nhiên, Ủy ban Châu Âu chỉ chấp thuận thỏa thuận với điều kiện công ty hợp nhất phải chuyển giao một phần ba của tổng số hoạt động của mình cho các công ty khác có tiểu sử rõ ràng trong ngành công nghiệp âm nhạc. UMG đã chuyển giao Mute Records, Parlophone, Roxy Recordings, MPS Records, Cooperative Music, Now That's What I Call Music!, Jazzland, Universal Greece, Sanctuary Records, Chrysalis Records, EMI Classics, Virgin Classics, và nhãn hiệu khu vực châu Âu của EMI để tuân thủ điều kiện này. UMG giữ lại The Beatles (trước đây thuộc Parlophone) và Robbie Williams (trước đây thuộc Chrysalis). Bản quyền của The Beatles đã được chuyển đến Calderstone Productions, một công ty mới thành lập của UMG, trong khi bản quyền của Robbie Williams đã được chuyển đến Island Records.

### 2012–2017: Sáp nhập EMI và tổ chức lại các bộ phận
Ngày 28 tháng 9 năm 2012, Universal Music Group hoàn tất việc mua lại EMI. Vào tháng 11 năm 2012, Steve Barnett được bổ nhiệm làm chủ tịch và giám đốc điều hành của Capitol Music Group. Ông trước đây là Giám đốc điều hành của Columbia Records. Để tuân thủ các điều kiện của Ủy ban Châu Âu sau khi mua lại EMI, Universal Music Group đã bán bộ sưu tập Mute cho BMG Rights Management vào ngày 22 tháng 12 năm 2012. Hai tháng sau đó, BMG mua lại Sanctuary Records với giá 50 triệu Euro (58 triệu đô la).
Ngày 8 tháng 2 năm 2013, Warner Music Group mua lại Parlophone Label Group (bao gồm Parlophone Records, Chrysalis Records, EMI Classics, Virgin Classics và các đơn vị của EMI ở Bỉ, Cộng hòa Séc, Đan Mạch, Pháp, Na Uy, Bồ Đào Nha, Tây Ban Nha, Slovakia và Thụy Điển) với giá 765 triệu đô la ($487 triệu Anh). Sau đó trong tháng 2, Sony Music Entertainment mua lại phần sở hữu châu Âu của UMG trong dự án Now That's What I Call Music với khoản tiền khoảng 60 triệu đô la. Play It Again Sam mua lại Co-Operative Music với giá 500,000 bảng An
h vào tháng 3 năm 2013. Với việc hoàn tất quá trình hấp thụ EMI vào Universal Music, các hoạt động ở Anh bao gồm năm đơn vị nhãn hiệu: Island, Polydor, Decca, Virgin EMI và Capitol. Trên thị trường Hy Lạp, như một phần của kế hoạch bán mình, Universal Music giữ lại Minos EMI và bán Universal Music Greece cho các nhà đầu tư Hy Lạp, họ đã đổi tên thành Cobalt Music. Edel AG mua lại bộ sưu tập MPS từ Universal vào tháng 1 năm 2014.
Ngày 20 tháng 3 năm 2013, UMG thông báo mở rộng toàn cầu của thỏa thuận phân phối độc quyền với Disney Music Group, trừ Nhật Bản. Kết quả của thỏa thuận này là các nhãn hiệu và nghệ sĩ của DMG có quyền truy cập vào danh sách các nhà sản xuất và nhạc sĩ của UMG trên toàn cầu. Thỏa thuận độc quyền cũng cho phép UMG được cấp quyền truy cập không giới hạn đối với tất cả các quyền liên quan đến bộ sưu tập âm thanh và album của Disney kéo dài suốt 85 năm.
Ngày 2 tháng 4 năm 2013, các bộ phận âm nhạc Gospel của Motown Records và EMI hợp nhất để tạo ra một nhãn hiệu mới có tên là Motown Gospel. Tháng 5 năm 2013, công ty Nhật Bản SoftBank đã đề xuất 8,5 tỷ đô la cho Vivendi để mua lại UMG, nhưng Vivendi đã từ chối. Tháng 7 năm 2018, JPMorgan nói rằng UMG có thể có giá lên đến 40 tỷ đô la và sau đó tăng giá trị lên 50 tỷ đô la vào năm 2019.
Tháng 8 năm 2013, UMG trở thành công ty đầu tiên ở Hoa Kỳ có chín trong số 10 bài hát đứng đầu trên bảng xếp hạng số lượng tải về, theo SoundScan và vài tuần sau đó, trở thành công ty đầu tiên giữ cả 10 vị trí đầu tiên trên Bảng xếp hạng Billboard Hot 100.
Tháng 9 năm 2013, UMG nhận được giải thưởng SAG-AFTRA American Scene cho cam kết của công ty với đa dạng, được thể hiện thông qua "toàn bộ danh mục và danh sách nghệ sĩ của mình."
Vào ngày 1 tháng 4 năm 2014, Universal Music thông báo giải tán Island Def Jam Music, một trong bốn nhóm làm việc thuộc Universal Music. CEO của Universal, Lucian Grainge, nói về sự đóng cửa: "Bất kỳ cố gắng nào để xây dựng 'IDJ' thành một thương hiệu, thương hiệu đó cũng không bao giờ mạnh mẽ bằng từng phần thành viên của IDJ." Island Records và Def Jam hiện hoạt động như các hãng đĩa tự trị. David Massey và Bartels, người đã làm việc tại Island và Def Jam Records, được bổ nhiệm làm giám đốc điều hành của các hãng đĩa mới. Barry Weiss, người trước đây đã chuyển từ Sony Music để lãnh đạo Island Def Jam Music vào năm 2012 khi Motown Records được sáp nhập vào Island Def Jam, đã từ chức khỏi Universal Music. Ngoài ra, trong các thay đổi đối với các hãng đĩa, Motown Records đã chuyển đến Los Angeles để trở thành một phần của Capitol Music Group, và Phó Chủ tịch trước đây Ethiopia Habtemariam đã được thăng chức làm Chủ tịch của Motown Records.
Universal Music Group bước vào lĩnh vực sản xuất phim và truyền hình với việc mua lại Eagle Rock Entertainment vào năm 2014. Bộ phim đầu tiên quan trọng của UMG là Amy, giành giải Oscar cho Phim tài liệu xuất sắc nhất, trong khi tham gia vào các bộ phim tài liệu Kurt Cobain: Montage of Heck và The Beatles: Eight Days a Week. Tháng 1 năm 2016, UMG thuê David Blackman từ Laurence Mark Production, nơi ông là Chủ tịch sản xuất, để làm Trưởng phòng phát triển và sản xuất phim và truyền hình, và nhà sản xuất sân khấu Scott Landis làm cố vấn đặc biệt về phát triển và sản xuất sân khấu. Phó Chủ tịch điều hành Michele Anthony và Chủ tịch kiêm Giám đốc điều hành của Universal Music Publishing Group Jody Gerson giám sát cả hai. Ngày 11 tháng 2 năm 2017, PolyGram Entertainment được tái khởi động như một đơn vị sản xuất phim và truyền hình thuộc Universal Music Group dưới sự lãnh đạo của David Blackman.
Năm 2015, Capitol Records của UMG đoạt tất cả các Giải Grammy chính cho năm đó, với Sam Smith nhận giải Nghệ sĩ mới xuất sắc nhất, Thu âm xuất sắc nhất và Bài hát xuất sắc nhất, trong khi Beck giành giải Album của năm.
Tháng 3 năm 2016, Universal Music Canada quyên góp lưu trữ của EMI Music Canada cho Đại học Calgary.
Vào tháng 5 năm 2016, UMG mua lại Famehouse, một công ty tiếp thị số. Cùng năm đó, Paul McCartney và Bee Gees đều ký hợp đồng với Capitol Records của UMG, bao gồm cả việc phát hành các bản quyền của họ.
Tháng 4 năm 2017, UMG ký một thỏa thuận cấp phép mới kéo dài nhiều năm với Spotify, dịch vụ phát sóng hàng đầu thế giới, và vào tháng 5 năm 2017, UMG ký hợp đồng với Tencent, công ty giải trí và truyền thông lớn nhất tại Trung Quốc.
Tháng 7 năm 2017, "Despacito" của Luis Fonsi, Daddy Yankee với sự tham gia của Justin Bieber, trở thành bài hát được phát sóng nhiều nhất mọi thời đại. Đến năm 2018, bài hát đã phá vỡ nhiều kỷ lục thế giới của Guinness World Records, bao gồm Số Tuần ở Vị trí số 1 trên bảng xếp hạng Billboard Hot Latin Songs và video được xem nhiều nhất trực tuyến.
Tháng 8 năm 2017, UMG và Grace/Beyond đồng ý phát triển ba loạt chương trình truyền hình mới dựa trên âm nhạc, bao gồm 27, Melody Island và Mixtape. 27 tập trung vào các nhạc sĩ ở độ tuổi 27, độ tuổi mà một số nhạc sĩ nổi tiếng đã qua đời. Melody Island là một series hoạt hình dựa trên âm nhạc đảo quốc nhiệt đới với các đoạn sống động. Mixtape có mười hai tập, mỗi tập liên quan đến một bài hát.
Tháng 10 năm 2017, UMG công bố việc khởi động Mạng lưới Tăng tốc Thúc đẩy của mình, một sáng kiến nhằm giúp phát triển các doanh nghiệp khởi nghiệp dựa trên âm nhạc trên khắp thế giới.
Tháng 11 năm 2017, USC Annenberg thông báo về sự hợp tác của UMG trong "Sáng kiến Đa dạng Annenberg", trở thành công ty âm nhạc đầu tiên tham gia. Sáng kiến này nhằm tạo ra sự thay đổi về đại diện cho phụ nữ và các nhóm dân tộc và dân tộc thiểu số trong ngành truyền thông.
Tháng 12 năm 2017, Universal Music Group mua lại các nhãn Stiff và ZTT, cùng với Perfect Songs Publishing, từ SPZ Group của Trevor Horn; BMG Rights Management, thông qua công ty con Union Square Music, giữ lại các bản quyền sở hữu cũ của mình. Cùng tháng đó, UMG ký một thỏa thuận toàn cầu, kéo dài nhiều năm với Facebook, trở thành công ty đầu tiên trong "Big Three" cấp phép danh mục âm nhạc thu và xuất bản cho video và các trải nghiệm xã hội khác trên Facebook, Instagram và Oculus. Sony và Warner ký các hợp đồng tương tự với Facebook vào năm sau. Hơn nữa, vào ngày 19 tháng 12 năm 2017, UMG ký một thỏa thuận cấp phép kéo dài nhiều năm với YouTube.

### 2018–nay: Tiếp tục tăng trưởng và giao dịch công khai
Tháng 6 năm 2018, Universal Music Japan thông báo một thỏa thuận cấp phép độc quyền với Disney Music Group. Với sự thêm vào của Nhật Bản, UMG phân phối các bản phát hành từ Disney Music Group trên toàn cầu.
Tháng 7, the Rolling Stones ký một thỏa thuận toàn cầu với UMG bao gồm âm nhạc thu của ban nhạc và danh mục âm thanh hình ảnh, hỗ trợ lưu trữ lịch sử, quảng bá thương hiệu toàn cầu và quản lý. Cùng tháng đó, Vivendi thông báo sẽ khám phá khả năng bán tới một nửa của Universal Music Group cho một hoặc nhiều nhà đầu tư.
Trong báo cáo giữa năm âm nhạc Hoa Kỳ của Nielsen năm 2018, UMG đã lập kỷ lục với tám nghệ sĩ trong Top 10, bao gồm tất cả năm nghệ sĩ đứng đầu, cũng như tất cả tám nghệ sĩ đứng đầu được xếp hạng theo lượt phát âm thanh theo yêu cầu. Tháng 8 năm 2018, UMG thông báo mở rộng chiến lược tại châu Phi, mở một văn phòng tại Abidjan để giám sát châu Phi nói tiếng Pháp và giới thiệu văn phòng Universal Music Nigeria tại Lagos để tập trung vào việc ký kết hợp đồng với nghệ sĩ địa phương và đưa họ ra thị trường quốc tế. Tháng 9 năm 2018, ca sĩ Elton John ký một thỏa thuận đối tác toàn cầu với UMG trong các lĩnh vực âm nhạc thu, xuất bản âm nhạc, quản lý thương hiệu và quyền cấp phép.
Ngày 19 tháng 11 năm 2018, nữ ca sĩ Taylor Swift ký một thỏa thuận đa album mới với UMG, tại Hoa Kỳ, các bản phát hành tương lai của cô sẽ được quảng bá dưới thương hiệu Republic Records. Ngoài quyền sở hữu quảng bá của bản gốc, UMG đồng ý rằng, trong trường hợp công ty bán một phần cổ phần của mình trong Spotify, khoản thu nhập sẽ được phân phối cho các nghệ sĩ và trở thành không thể đòi lại.
Tháng 12 năm 2018, bài hát "Bohemian Rhapsody" của Queen trở thành bài hát có lượt nghe nhiều nhất từ thời đại trước khi có dịch vụ nghe nhạc, và là bài hát classic rock có lượt nghe nhiều nhất mọi thời đại. Tháng 2 năm 2019, UMG hoàn toàn mua lại nhà phân phối âm nhạc INgrooves.
Tháng 6, YouTube và UMG thông báo họ đang nâng cấp hơn 1.000 video âm nhạc phổ biến lên độ phân giải cao, phát hành chúng qua năm 2020.
Tháng 8 năm 2019, Tencent và Vivendi bắt đầu đàm phán để bán 10% cổ phần của Vivendi tại Universal Music cho Tencent. Giao dịch được kỳ vọng là 3,36 tỷ đô la.
Tháng 2 năm 2020, Vivendi thông báo rằng họ đang lên kế hoạch niêm yết công khai trong vòng ba năm tới.
Công ty và Lego Group thông báo một đối tác sản phẩm âm nhạc vào ngày 26 tháng 4 năm 2020.
Ngày 16 tháng 6 năm 2020, Universal đổi tên Virgin EMI Records thành EMI Records và bổ nhiệm Rebecca Allen (cựu tổng giám đốc của nhãn hiệu Decca của UMG) làm tổng giám đốc nhãn hiệu, đưa thương hiệu EMI trở lại. Cùng ngày, UMG thông báo khai trương các chi nhánh mới tại Maroc và Israel. Trong tháng đó, UMG ký một thỏa thuận cấp phép mới với Spotify để mang lại giá trị cho nghệ sĩ và trải nghiệm tuyệt vời cho người hâm mộ âm nhạc.
Tháng 9 năm 2020, các công ty hợp nhất lại Universal Music Publishing Group (UMPG) và Downtown Music Publishing, với UMPG mua lại Downtown với giá khoảng ở mức ở giữa 200 triệu và 250 triệu đô la.
Tháng 1 năm 2021, UMG công bố một chiến lược mới với tên gọi "Accelerating UMG's Focus on Recorded Music, Music Publishing and Merchandising", chia thành ba mảng kinh doanh chính: âm nhạc thu, xuất bản âm nhạc và buôn bán. Chiến lược này giúp UMG tập trung mạnh mẽ vào việc tận dụng tài nguyên và cơ hội trong ngành công nghiệp âm nhạc.
Tháng 2 năm 2021, UMG thông báo kết quả tài chính năm 2020, với doanh số bán hàng và doanh thu tăng trưởng mạnh mẽ. Doanh số bán hàng tăng 9,4%, trong khi doanh thu tăng 4,7%. Các dịch vụ kỹ thuật số chiếm 73% doanh thu, với việc tăng trưởng mạnh mẽ trong lĩnh vực thuê bao và quảng cáo. Ngoài ra, UMG cũng thông báo mở rộng mối quan hệ đối tác chiến lược với Tencent Music Entertainment và mở rộng hợp tác với Allianz để bảo vệ và phát triển giá trị cho nghệ sĩ và nhãn hiệu.
Tháng 5 năm 2021, Bob Dylan bán toàn bộ sở hữu âm nhạc của mình cho UMG, bao gồm hơn 600 bài hát, trong một thỏa thuận được đồn đoán có giá khoảng 300 triệu đô la. Đây được xem là một trong những thỏa thuận lớn nhất trong ngành công nghiệp âm nhạc.
Tháng 6 năm 2021, UMG công bố một dự án quy mô lớn để xây dựng một trung tâm tại Đảo Sentosa, Singapore. Trung tâm này sẽ kết hợp cả các trung tâm văn phòng, sáng tác và sản xuất âm nhạc.
Tháng 11 năm 2021, UMG đạt được thoả thuận mua lại nhãn hiệu Verve Records từ Concord. Thương vụ này mang lại sự quay trở lại của Verve Records vào tay UMG, nơi nó đã thuộc sở hữu từ năm 1998 đến năm 2012.
Ngày 21 tháng 11 năm 2021, Vivendi thông báo rằng họ đã nhận được sự chấp thuận từ cổ đông của họ để bán 60% cổ phần của UMG cho các nhà đầu tư của Bill Ackman qua một quỹ SPAC mới thành lập có tên Pershing Square Tontine Holdings (PSTH). Thương vụ này đánh giá UMG là 40 tỷ EUR (khoảng 43 tỷ USD). Cùng với thông báo, Vivendi cũng tiết lộ rằng UMG sẽ niêm yết trên Euronext Amsterdam và Euronext Paris vào ngày 21 tháng 9 năm 2021, với tỷ lệ niêm yết là 18,5 tỷ EUR, tạo ra một trong những sự kiện tài chính lớn nhất của năm đó.
Ngày 21 tháng 9 năm 2021, Universal Music Group chính thức niêm yết trên Euronext Amsterdam và Euronext Paris dưới tên "UMG".
Gia đình doanh nhân người Pháp Vincent Bolloré được tiết lộ là cổ đông lớn nhất của UMG với 28% cổ phần, thông qua công ty nắm giữ của họ là Bolloré (18%) và công ty con là Vivendi (10%), do con trai Yannick Bolloré làm chủ tịch. Tencent trở thành cổ đông doanh nghiệp lớn nhất của UMG với 20% cổ phần. Pershing Square Holdings giữ 10% cổ phần của UMG. Trong đợt IPO, giá trị của UMG đã lên đến 54 tỷ euro (62,6 tỷ USD), vượt qua giá trị ban đầu một phần ba.
Tháng 1 năm 2022, UMG mua lại hãng thu âm Iceland Alda Music, sở hữu quyền của gần 80% tất cả âm nhạc phát hành tại Iceland.
Tháng 2 năm 2022, Universal Music Group thông báo hợp tác với Curio, một nền tảng NFT, để tạo ra bộ sưu tập NFT cho các nhãn đĩa và nghệ sĩ của mình.
Ngày 31 tháng 5 năm 2022, Universal Music Group công bố hạng mục tín dụng dài hạn Baa1/BBB từ Moody's và S&P.
Tháng 10 năm 2022, Mercedes-Benz ra mắt một hợp tác âm thanh mới trong xe với Apple Music và Universal Music Group. Với tiêu chuẩn âm thanh mới này, UMG cho phép nghệ sĩ của họ xác nhận bài hát dựa trên cách âm mix cuối cùng nghe như thế nào trong một chiếc Mercedes-Benz và giới thiệu nhãn "Được phê duyệt trong Mercedes-Benz" làm tiêu chuẩn.
Tháng 11 năm 2022, Universal Music Group mua lại 49% cổ phần của Play It Again Sam (PIAS Group), một tập hợp các nhãn độc lập.
Tháng 1 năm 2023, Sherry Lansing được bổ nhiệm làm Chủ tịch Hội đồng Quản trị của Universal Music Group.
Tháng 8 năm 2023, thông báo rằng UMG đã mua lại công ty quảng cáo âm nhạc, xuất bản số và phân phối âm nhạc có trụ sở tại UAE, Chabaka.